# 特萊姆森體育會
特萊姆森體育會（法語：Widad Athlétique de Tlemcen；阿拉伯语：‎；WA Tlemcen）是位于阿尔及利亚特莱姆森的足球俱乐部，俱乐部创建于1962年。球队的主体育场为阿科伊特·洛特菲体育场（Stade Akit Lotfi）。

## 球队荣誉
- 阿拉伯冠军联赛: 1次

1998年
- 阿尔及利亚杯: 2次

1998年，2002年